# Le Chaffaut-Saint-Jurson

Le Lauzet-Ubaye este o comună în departamentul Alpes-de-Haute-Provence din sud-estul Franței. În 1 ianuarie 2022 avea o populație de 689 de locuitori.